# 기드온장수풍뎅이
기드온장수풍뎅이(Xylotrupes gideon)는 딱정벌레목 장수풍뎅이아과에 속하는 곤충의 한 종이다.

## 특징
숫놈의 크기는 4–7 cm 이고, 몸 전체의 색은 흑색 또는 암적색이나 암갈색을 띤다. 몸 전체의 갑각이 코팅되어 있는 것 같이 반짝인다. 육체적 접촉이나 바람 등에 방해받거나 놀라면 쉬익 소리를 낸다.

## 분포
기데온장수풍뎅이는 인도네시아 자와섬에 분포한다.

## 분류
엔드로에디는 이 종의 아종을 지역별 16종류로 세분화해 분류하였지만 이것은 1985년에 발표되었던 예전의 체계다. 2011년에 로우랜드가 주장한 분류체계에 의하면 과거에 이 종의 아종으로 분류되었던 수많은 타 지역 개체군들은 전부 다른 종의 동물이명(synonym)으로 처리되거나 기데온 종(X, gideon)이 아닌 다른 종의 아종으로 재분류된 상태이며, 이 종은 현재 아종이 없는 단일분류군으로 간주되고 있다.

## 같이 보기
- 율리시스장수풍뎅이